# Imre Pozsonyi
Imre Pozsonyi, noto anche come Jesza Poszony (Kisbér, 26 febbraio 1882 – Budapest, 2 ottobre 1963), è stato un calciatore e allenatore di calcio ungherese, di ruolo centrocampista.
È stato erroneamente cercato con il cognome a lui attribuito a Barcellona (Poszony), probabilmente ridotto con s e z invertite a causa della pronuncia catalana, e inizialmente definito come nato a Budapest il 12 dicembre 1880 e morto a New York nell'aprile 1932.
In seguito, le ricerche effettuate da giornalisti ungheresi specializzati a tracciare le carriere dei nazionali, hanno a lui attribuito la carriera completa, luogo e dati di nascita desunti dall'Archivio di Stato di Budapest dopo aver trovato il necrologio sul giornale sportivo ungherese Képes Sport e il cimitero di Farkasrét a Budapest dove è stato sepolto.
Emmerich era il nome di battesimo (Imre) tradotto in tedesco, ma in Italia è stato spesso scambiato per il cognome (Imre Emmerich).
Secondo l'Archivio di Stato ungherese era residente a Budapest in una casa non segnalata come casa ebraica "case dalla stella gialla") anche perché Imre aveva un cognome uguale al nome di una città (Bratislava = Pozsonyi in ungherese) cosa spesso segnalata alle truppe di invasione tedesca per rastrellare nel 1944 gli ebrei.

## Carriera
Da calciatore prese parte nel 1901 ad alcune partite non ufficiali della Nazionale ungherese e l'anno seguente fu in campo nel primo incontro ufficiale della sua Nazionale (Austria-Ungheria 5-0).
Iniziò la carriera da allenatore al KS Cracovia, che portò a vincere il primo titolo di campione di Polonia della storia. Allenò poi il Barcellona con cui vinse Copa del Rey ed il campionato catalano, ma lasciò la squadra per tornare in Ungheria. Negli anni seguenti guidò Ujpest e Gradjanski Zagabria, che portò alla vittoria del campionato Jugoslavo nella stagione 1925-1926.
Non molto fortunata la sua esperienza in Italia: dopo 6 sconfitte su 7 giornate in Serie B è esonerato dalla Fiumana e il suo posto rimane vacante.

## Statistiche

### Cronologia presenze e reti in nazionale
| Cronologia completa delle presenze e delle reti in nazionale ― Ungheria | Cronologia completa delle presenze e delle reti in nazionale ― Ungheria | Cronologia completa delle presenze e delle reti in nazionale ― Ungheria | Cronologia completa delle presenze e delle reti in nazionale ― Ungheria | Cronologia completa delle presenze e delle reti in nazionale ― Ungheria | Cronologia completa delle presenze e delle reti in nazionale ― Ungheria | Cronologia completa delle presenze e delle reti in nazionale ― Ungheria | Cronologia completa delle presenze e delle reti in nazionale ― Ungheria |
| Data                                                                    | Città                                                                   | In casa                                                                 | Risultato                                                               | Ospiti                                                                  | Competizione                                                            | Reti                                                                    | Note                                                                    |
| ----------------------------------------------------------------------- | ----------------------------------------------------------------------- | ----------------------------------------------------------------------- | ----------------------------------------------------------------------- | ----------------------------------------------------------------------- | ----------------------------------------------------------------------- | ----------------------------------------------------------------------- | ----------------------------------------------------------------------- |
| 12/10/1902                                                              | Vienna                                                                  | Austria                                                                 | 5 – 0                                                                   | Ungheria                                                                | Amichevole                                                              | -                                                                       |                                                                         |
| Totale                                                                  |                                                                         | Presenze                                                                | 1                                                                       |                                                                         | Reti                                                                    | 0                                                                       |                                                                         |

## Palmarès

### Allenatore

#### Competizioni nazionali
- Campionato polacco: 1

KS Cracovia: 1921
- Campionato jugoslavo: 1

Građanski Zagabria: 1926